# سیارک ۲۰۹۵۴۰
سیارک ۲۰۹۵۴۰ (به انگلیسی: 209540 Siurana، نامگذاری:2004UK1)۲۰۹۵۴۰مین سیارک کشف شده‌است که در ۲۳ اکتبر ۲۰۰۴ کشف شد.